# Église Saint-Charles-Borromée (Sedan)

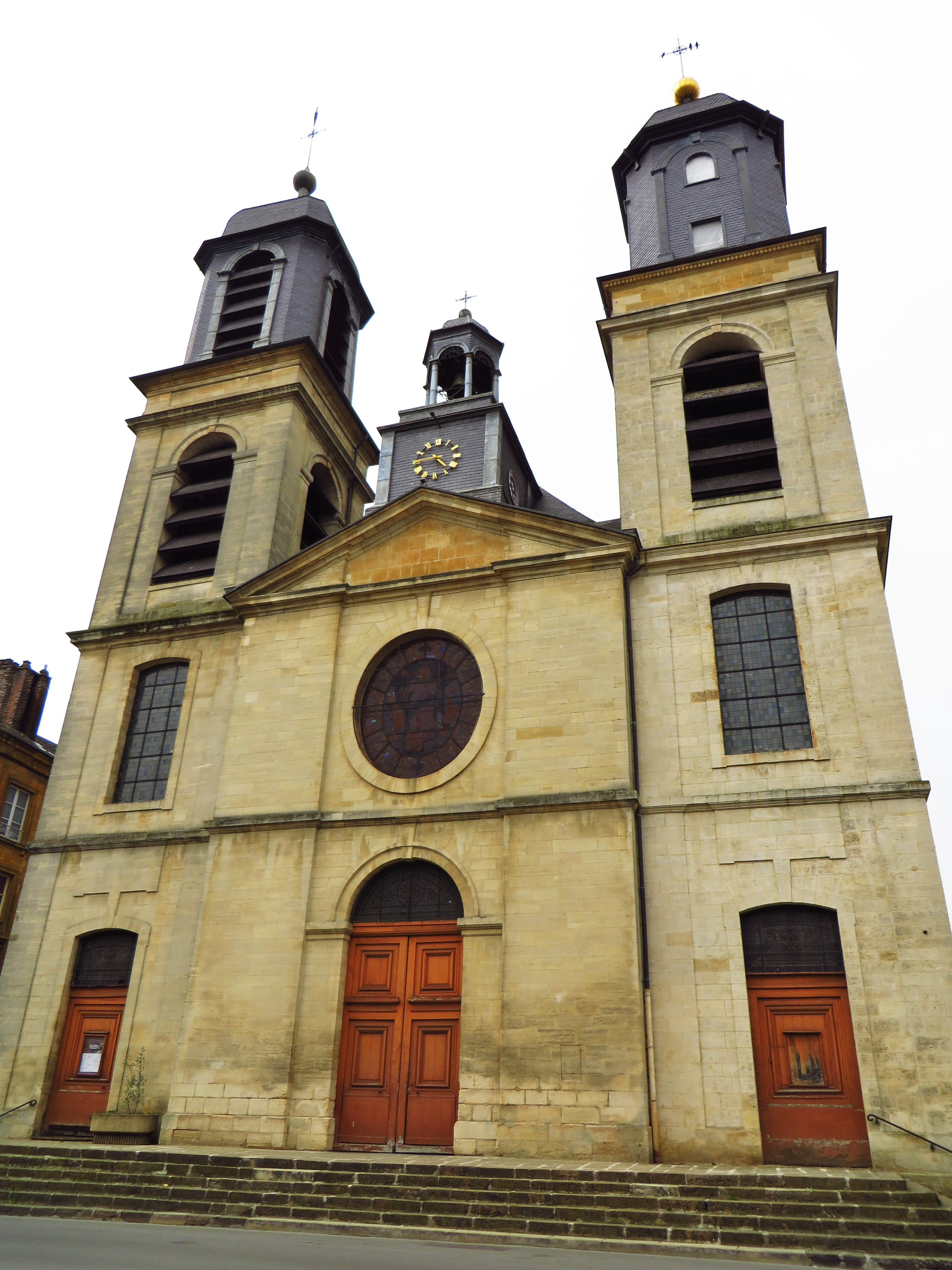
Église Saint-Charles-Borromée

De Église Saint-Charles-Borromée (Sint-Carolus Borromeuskerk) is een rooms-katholieke kerk in het centrum van de Franse stad Sedan, gelegen aan de place d'Armes. Deze kerk was eerst een protestantse kerk maar later ook een katholieke kathedraal.

## Geschiedenis
De kerk werd gebouwd als protestantse kerk. De prinsen van Sedan waren sinds 1562 protestants en de hoofdkerk Saint-Laurent was een simultaankerk. In 1591 trouwde prinses Charlotte de La Marck met Hendrik de La Tour d'Auvergne. Zij gaven in 1593 de opdracht om een protestantse kerk te bouwen. De architect was mogelijk Salomon de Brosse, die nog andere gebouwen ontwierp voor Hendrik de La Tour d'Auvergne in Sedan. De calvinistische kerk was klaar in 1601. Voor de prinselijke familie was er een speciale tribune gebouwd aan de rechterzijde van de kerk.
Door het Edict van Fontainebleau (1685) werden alle vrijheden van de protestanten in Frankrijk ingetrokken. In 1688 werd de kerk ingewijd als katholieke kerk. De aartsbisschop van Reims, Charles-Maurice Le Tellier, deed beroep op architect Robert de Cotte om het interieur van de kerk aan te passen. De kerk werd gewijd aan de heilige Carolus Borromeus. Pas in de 18e en 19e eeuw kreeg de kerk haar karakteristieke torens: de linker toren werd gebouwd in 1726 en de rechter in 1823. In 1837 werd de kleine centrale klokkentoren toegevoegd.
Tussen 1791 en 1802 bestond het bisdom Ardennes en de Saint-Charles-Borromée werd toen kathedraal.
In 1980 werd de kerk beschermd als historisch monument.

## Afbeeldingen

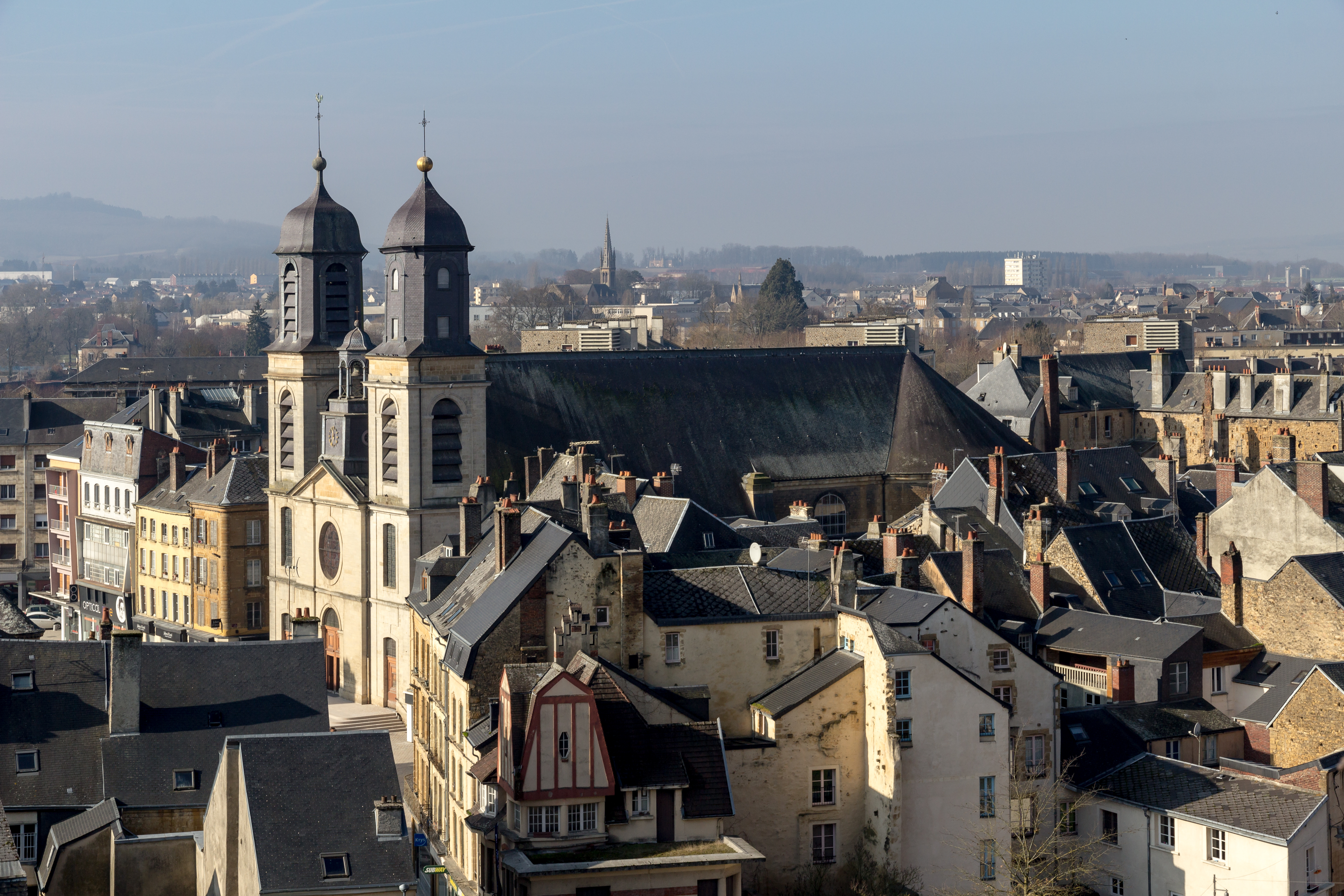
De kerk gezien vanaf het kasteel van Sedan
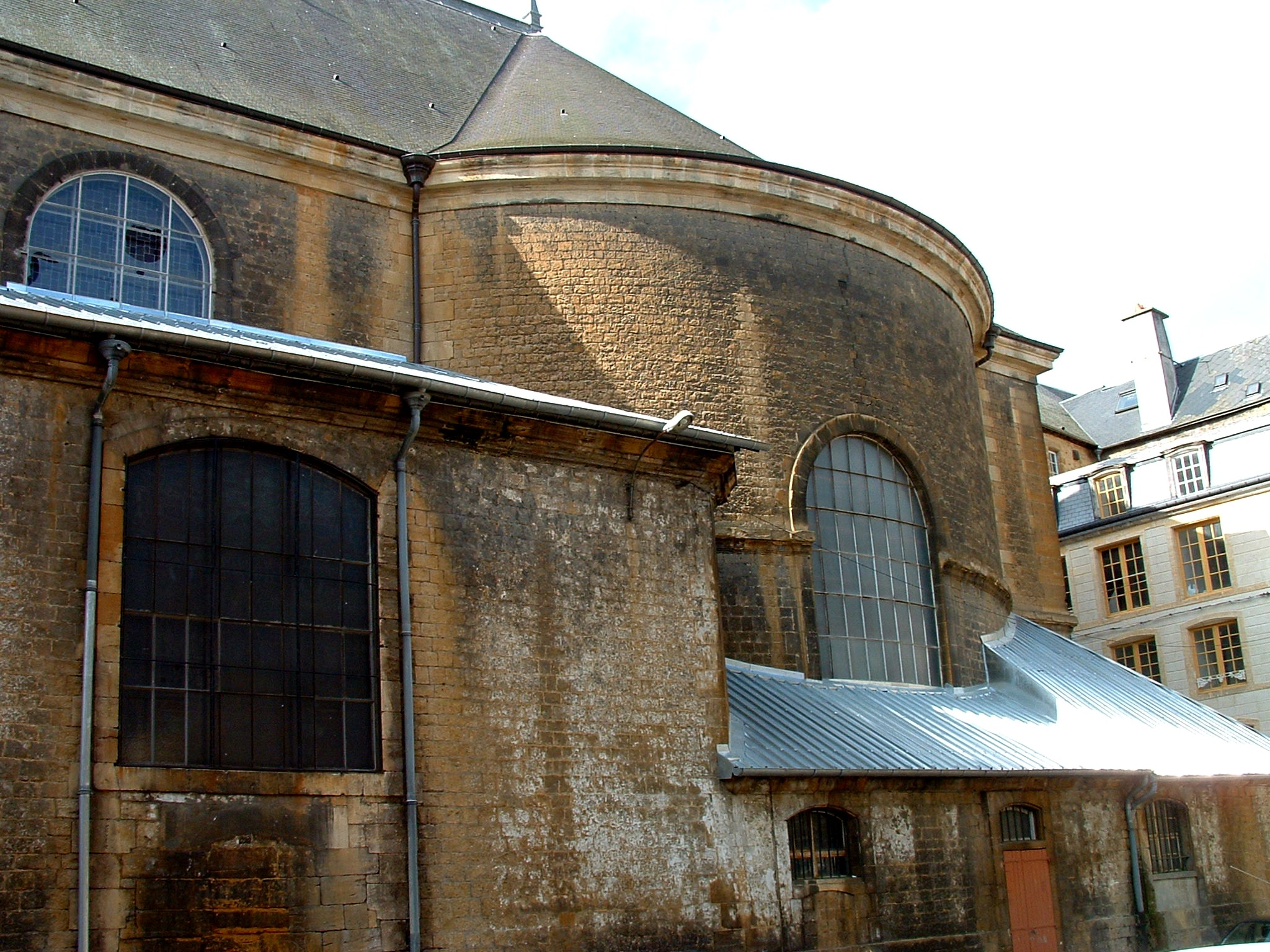
Apsis
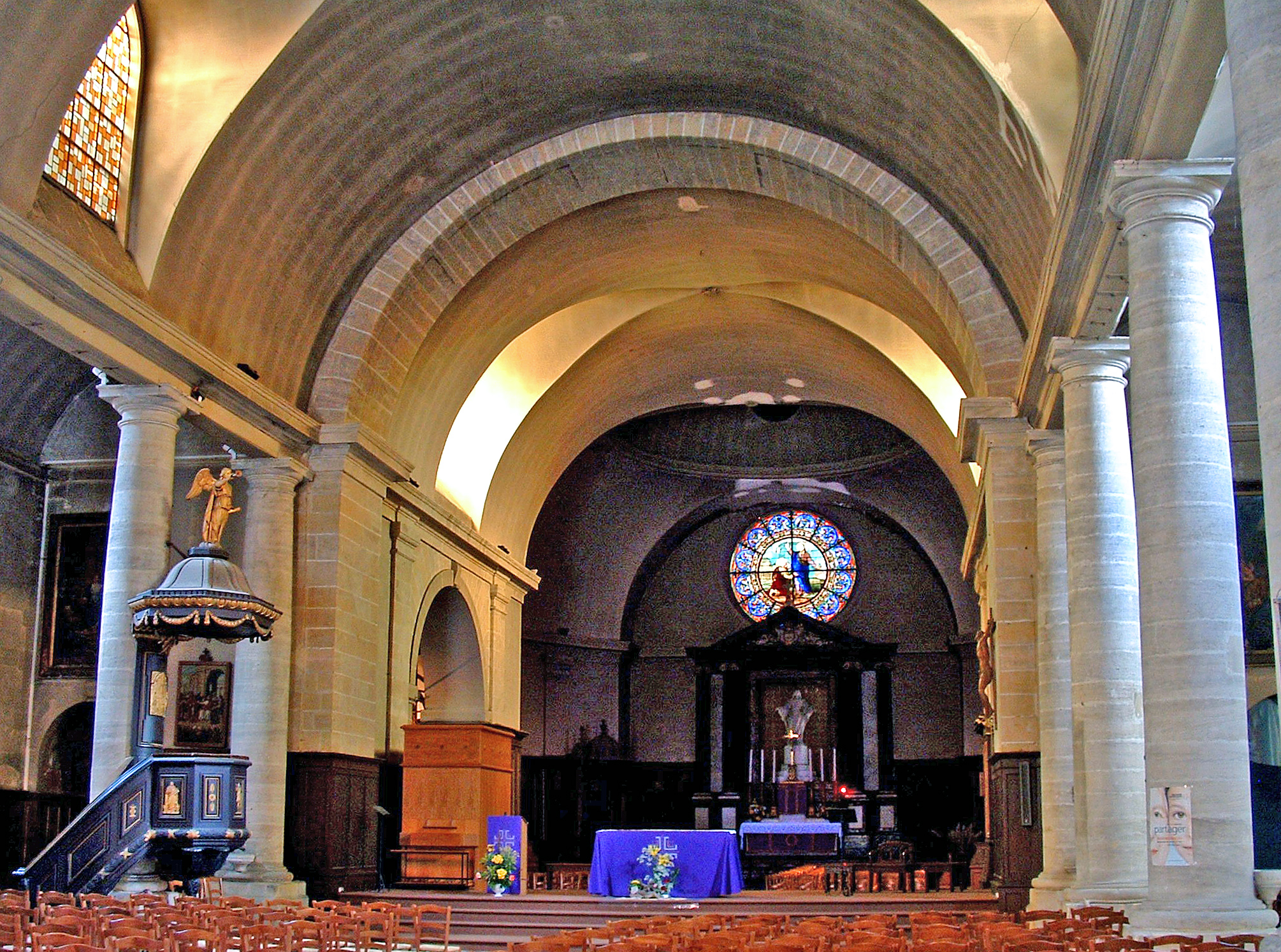
Interieur
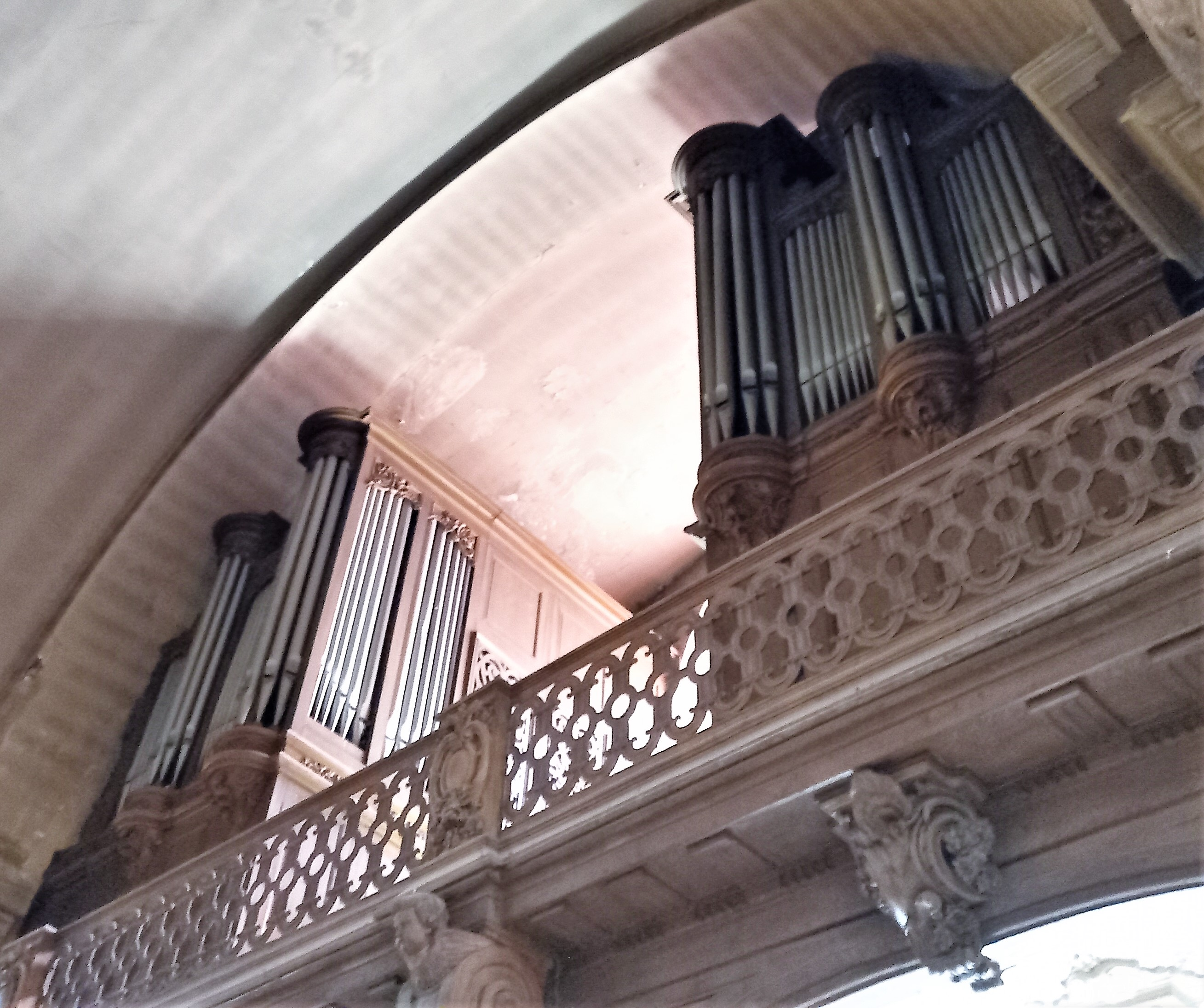
Orgel
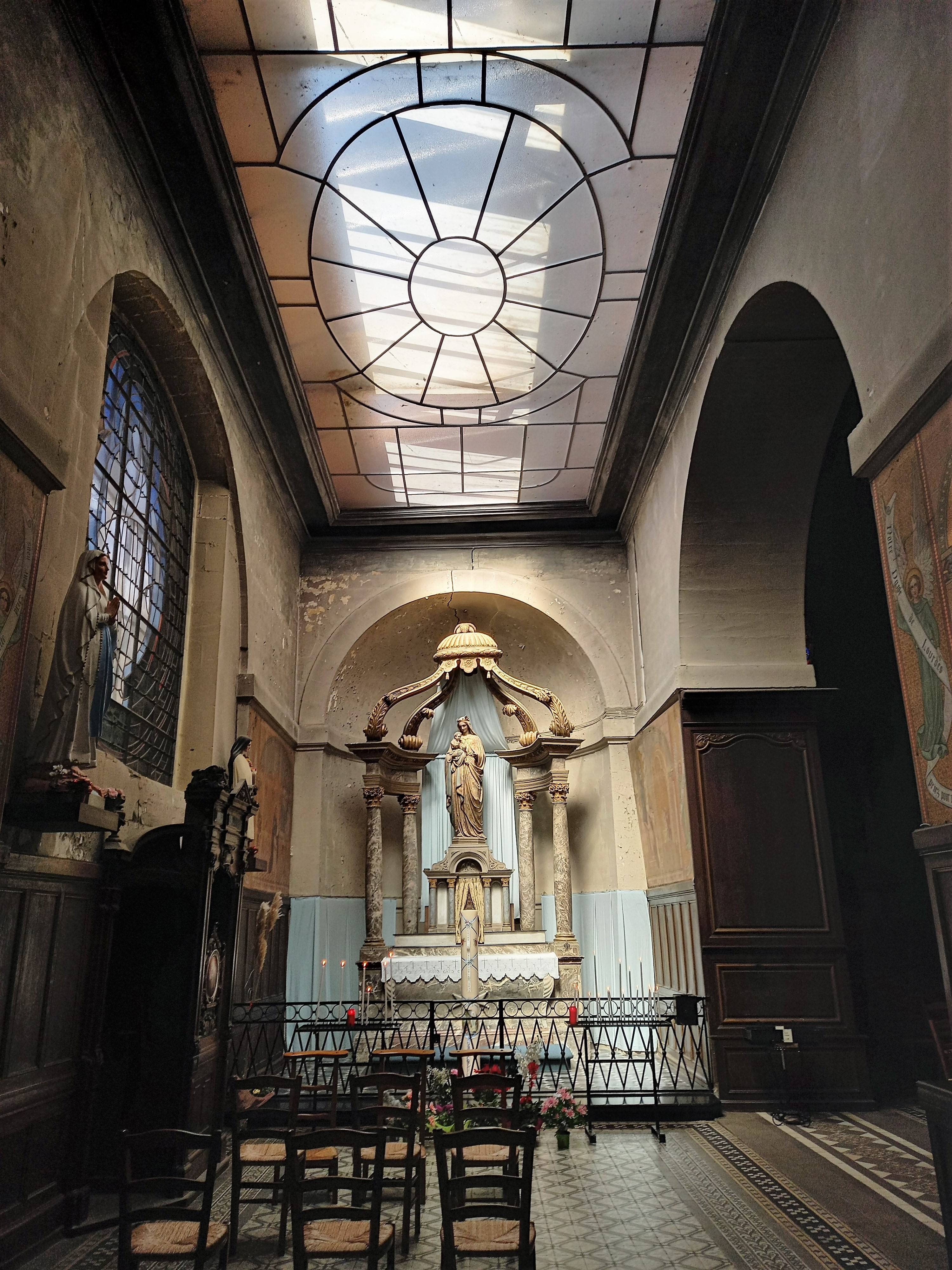
Zijkapel